# Breitensteinia hypselurus
Breitensteinia hypselurus es una especie de pez de la familia Akysidae en el orden de los Siluriformes.

## Morfología
• Los machos pueden llegar alcanzar los 12,2 cm de longitud total.
- Número de  vértebras: 42.[1][2]

## Hábitat
Es un pez de agua dulce y de clima tropical.

## Distribución geográfica
Se encuentran en Asia: Borneo.